# Bazalt Gracze

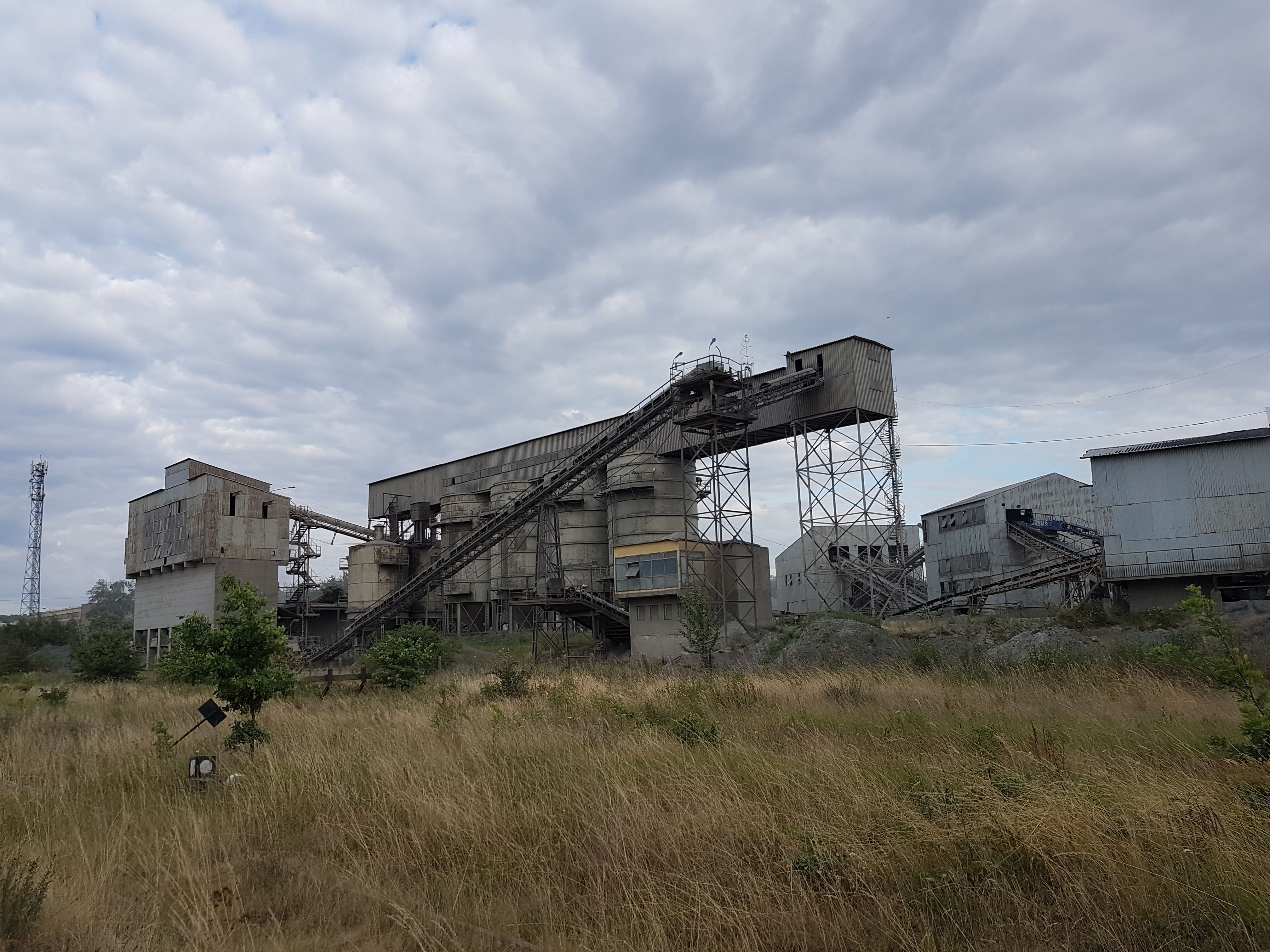
Widok na urządzenia przetwórcze od strony Graczy

Kopalnia Bazaltu Gracze – jest jedną z najstarszych tego typu kopalni w Polsce. Jej historia sięga XVI wieku. Kopalnia wydobywa materiał z jednego z kilku okolicznych ostańców denudacyjnych trzeciorzędowych wulkanów, mających charakter twardzieli zbudowanych z odpornych na denudację skał bazaltowych. 
Kamieniołom ten, pierwotnie należał do władających tymi ziemiami od XV wieku hrabiów Pücklerów z pobliskiego Szydłowca Śląskiego. Na większą skalę wydobycie Graczach rozpoczęto około 1850 roku. Znacząco na rozwój kopalni wpłynęło wybudowanie pod koniec XIX wieku przebiegającej przez Gracze linii kolejowej Szydłów – Lipowa Śląska, wraz z miejscową stacją kolejową. 
Mechanizację kopalni rozpoczęto w 1927 roku, w 1929 roku uruchomiono produkcję kruszyw bazaltowych (tłucznie, klińce). Kopalnia była stale wydzierżawiana, a w latach międzywojennych XX wieku zarządzał nią Erhard Zernik, który firmę rozsławił jako „Zakłady bazaltu i tłucznia Zernik-Gracze”. Później obok zakładu tłucznia przy stacji kolejowej w Graczach założono firmę „Hydraulit AG.” – mały zakład, w którym z bazaltowego miału i smoły produkowano materiał do budowy nawierzchni dróg. W 1939 roku zakład ten wraz z kamieniołomem przejęła firma Loesch & Co. z Opola, wtedy też uruchomiono produkcję grysów, która do chwili obecnej stanowi podstawę działalności kopalni. W tych czasach załoga kamieniołomu liczyła około 400 pracowników. Ze stacji kolejowej w Graczach wywożono codziennie do 100 wagonów kolejowych tłucznia i różnych innych kamieni a roczna produkcja sięgała 400 tysięcy ton.
Po II wojnie światowej kopalnia w Graczach rozpoczęła produkcję w maju 1946 roku, będąc firmą państwową aż do prywatyzacji w 1997 roku, kiedy to z dniem 1 kwietnia stała się spółką z wyłącznym udziałem pracowników kopalni. Położenie geograficzne kopalni oraz wysoka jakość skały czyni ją najbardziej atrakcyjną dla odbiorców ze środkowej i południowo-wschodniej Polski, z uwagi na to, że złoże „Gracze” jest jednym z dwóch najbardziej na wschód wysuniętych polskich złóż bazaltu. 